# ادواردوس کونتوجئورگاکیس
ادواردوس کونتوجئورگاکیس (انگلیسی: Eduardos Kontogeorgakis؛ زادهٔ ۲۰ دسامبر ۱۹۴۹) بازیکن فوتبال اهل آرژانتین است.
از باشگاه‌هایی که در آن بازی کرده‌است می‌توان به اشاره کرد.
وی همچنین در تیم ملی فوتبال یونان بازی کرده‌است.